# آنگلستاد
آنگلستاد (به سوئدی: Angelstad) یک منطقه مسکونی است که در بخش یونگبی شهرستان کرونوبری در کشور سوئد واقع شده است. جمعیت آنگلستاد در پایان سال ۲۰۱۰ بالغ بر ۲۷۱ نفر بوده است.